# Psammisia orthoneura
Psammisia orthoneura är en ljungväxtart som beskrevs av A. C. Smith. Psammisia orthoneura ingår i släktet Psammisia och familjen ljungväxter. Inga underarter finns listade i Catalogue of Life.